# Rossillon
Rossillon település Franciaországban, Ain megyében. Lakosainak száma 164 fő (2022. január 1.). Rossillon Armix, La Burbanche, Cheignieu-la-Balme és Virieu-le-Grand községekkel határos.

## Népesség
A település népessége az elmúlt években az alábbi módon változott:
| Lakosok száma | 130  | 96   | 103  | 148  | 143  | 150  | 151  | 153  | 157  | 164  |
|               | 1968 | 1982 | 1990 | 2006 | 2013 | 2015 | 2017 | 2019 | 2020 | 2022 |